# Поляшов, Игорь Михайлович
Игорь Михайлович Поляшов (29 декабря 1936 — 24 февраля 2014) — почетный мастер спорта СССР, двукратный призёр чемпионата СССР по легкой атлетике (эстафета 4×100 метров), девятикратный чемпион РСФСР по легкой атлетике (110 метров с/б, 200 метров с/б, эстафета 4×100 метров), кандидат химических наук.

## Биография
Родился 29 декабря 1936 года в городе Горьком. Окончил среднюю школу № 7 города Горького. В школе занимался баскетболом, был капитаном школьной баскетбольной команды. В 1959 году окончил химический факультет Горьковского государственного университета им. Н. И. Лобачевского, работал в центральной заводской лаборатории машиностроительного завода. Поступил в аспирантуру Горьковского политехнического института и в 1971 году защитил кандидатскую диссертацию на тему «Исследование реакции образования, состава, структуры и свойств основных солей и гидроокисей самария и европия».

## Спортивная карьера
В 10 классе, во время одной из баскетбольных игр, его увидел молодой тренер Георгий Скирденко и уговорил его заняться легкой атлетикой. Сначала Скирденко сделал упор на многоборную подготовку, поэтому Поляшов в начале своей спортивной деятельности кроме бега с барьерами также выступал в беге на 100 и 200 метров, прыжках в длину и в высоту. В этих видах был неоднократным чемпионом Горьковской области, был призёром и победителем различных соревнований. Но все таки основным видом легкой атлетики для Игоря стал барьерный бег и именно в нём он достиг наиболее высоких результатов. На протяжении почти 15 лет был лучшим барьеристом Горьковской области и РСФСР. Выступал за добровольные спортивные общества «Буревестник», «Спартак», «Труд».
5 июня 1961 года на зональных соревнованиях 8 областей и автономных республик РСФСР в Горьком выполнил норматив мастера спорта, пробежав 110 метров с барьерами за 14,3 сек.
| Год  | Соревнования                      | Место проведения | Дисциплина            | Место | Результат |
| ---- | --------------------------------- | ---------------- | --------------------- | ----- | --------- |
| 1956 | Летняя Спартакиада народов РСФСР  | Москва           | бег на 110 метров с/б | 3     | 15,3      |
| 1956 | Летняя Спартакиада народов РСФСР  | Москва           | эстафета 4×100 метров | 4     | 43,3      |
| 1956 | Летняя Спартакиада народов СССР   | Москва           | эстафета 4×100 метров | 5     | 42,1      |
| 1960 | Зимнее первенство РСФСР           | Ленинград        | бег на 110 метров с/б | 1     | 15,0      |
| 1960 | Чемпионат СССР                    | Москва           | бег на 110 метров с/б | 5     | 14,7      |
| 1961 | Матч РСФСР—УССР—Москва—Ленинград  | Киев             | бег на 110 метров с/б | 5     | 14,7      |
| 1961 | Матч РСФСР—УССР—Москва—Ленинград  | Киев             | бег на 200 метров с/б | 7     | 24,5      |
| 1961 | Зональные соревнования РСФСР      | Горький          | бег на 110 метров с/б | 1     | 14,3      |
| 1961 | Чемпионат РСФСР                   | Казань           | бег на 110 метров с/б | 1     | 14,8      |
| 1961 | Чемпионат РСФСР                   | Казань           | бег на 200 метров с/б | 1     | 24,1      |
| 1961 | Чемпионат РСФСР                   | Казань           | эстафета 4×100 метров | 1     | 42,2      |
| 1962 | Командный чемпионат СССР          | Ташкент          | эстафета 4×100 метров | 3     | 41,1      |
| 1963 | Летняя Спартакиада народов РСФСР  | Горький          | бег на 200 метров с/б | 2     | 24,1      |
| 1963 | Первенство профсоюзов             | Ялта             | бег на 110 метров с/б | 4     | 14,4      |
| 1965 | Всесоюзная Спартакиада профсоюзов | Москва           | бег на 200 метров с/б | 5     | 24,2      |
| 1965 | Чемпионат РСФСР                   | Челябинск        | бег на 110 метров с/б | 4     | 14,5      |

Лучшие результаты:
- 60 метров — 7,0 сек
- 100 метров — 10,8 сек
- 200 метров — 22,0 сек
- Прыжок в длину — 7,05 м

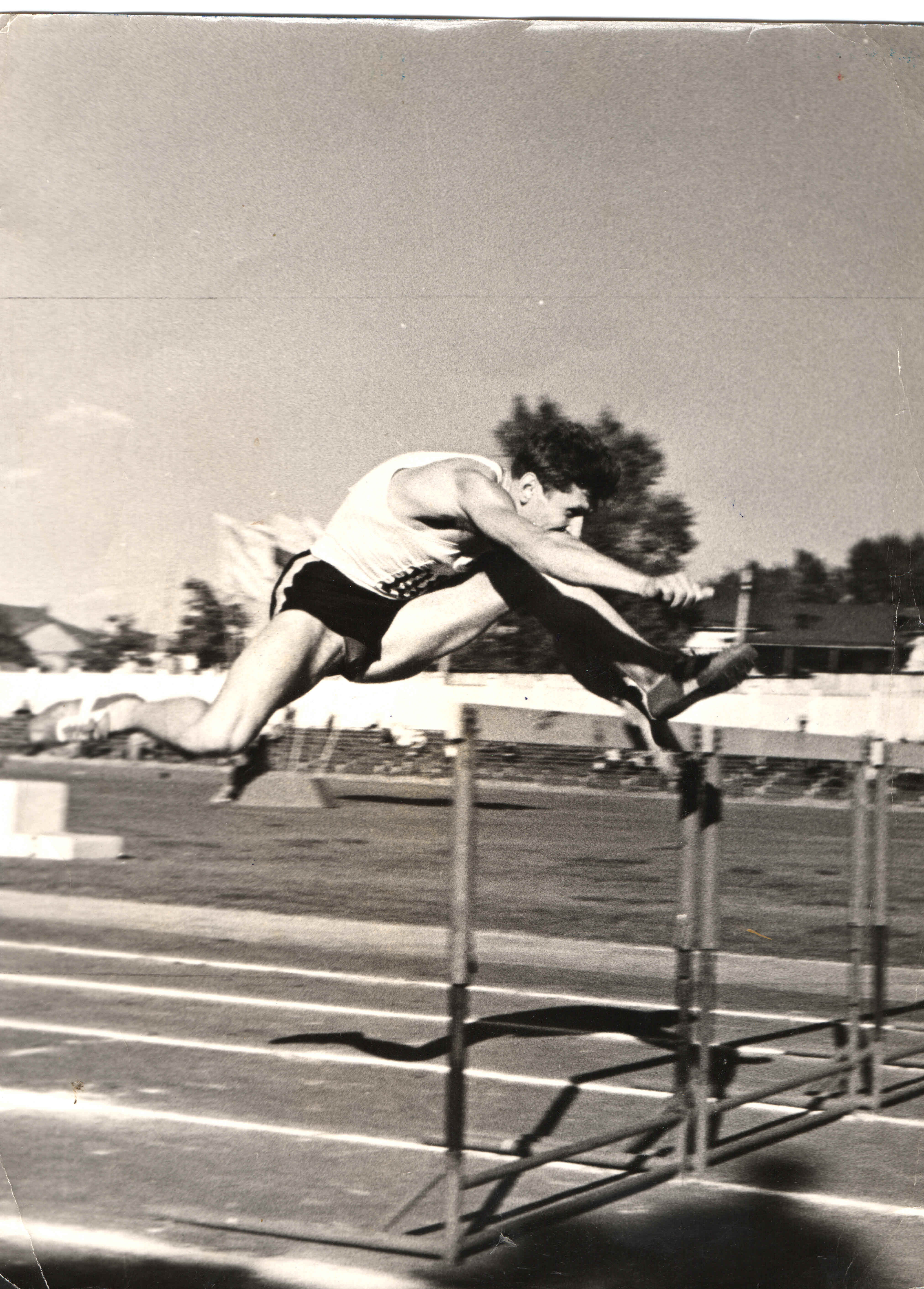
Поляшов И. М. 1961 год

Обладатель рекордов Горьковской области:
- 110 метров с/б — 14,3 сек (1961—1970)
- 200 метров с/б — 23,7 сек (1960—1962), 23,6 сек (1962—1967)
- 4х100 метров — 41,8 сек (1961—1975) в составе сборной Горьковской области (Игорь Поляшов, В. Гревцев, Виталий Гнояной, Юрий Шалабин).

## Тренерская деятельность
После окончания активных выступлений в спорте вел большую тренерскую и общественную работу. Ученики Игоря Михайловича Поляшова в 1970-х годах неоднократно занимали призовые места на различных всероссийских и всесоюзных соревнованиях в беге на 110 м с/б, поэтому г. Горький называли «барьерной столицей России». Сергей Балабанов, Александр Киселёв, Вячеслав Сальников за период с 1970 по 1976 год неоднократно улучшали рекорд Горьковской области своего учителя и 1976 году довели его до 13,9 сек., этот рекорд продержался до 1983 года. Сергей Балабанов, Александр Киселёв, Сергей Краснопевцев, Галина Пушкина, Наталья Ситницкая, Вячеслав Сальников, Зинаида Балеева выполнили норматив мастера спорта.

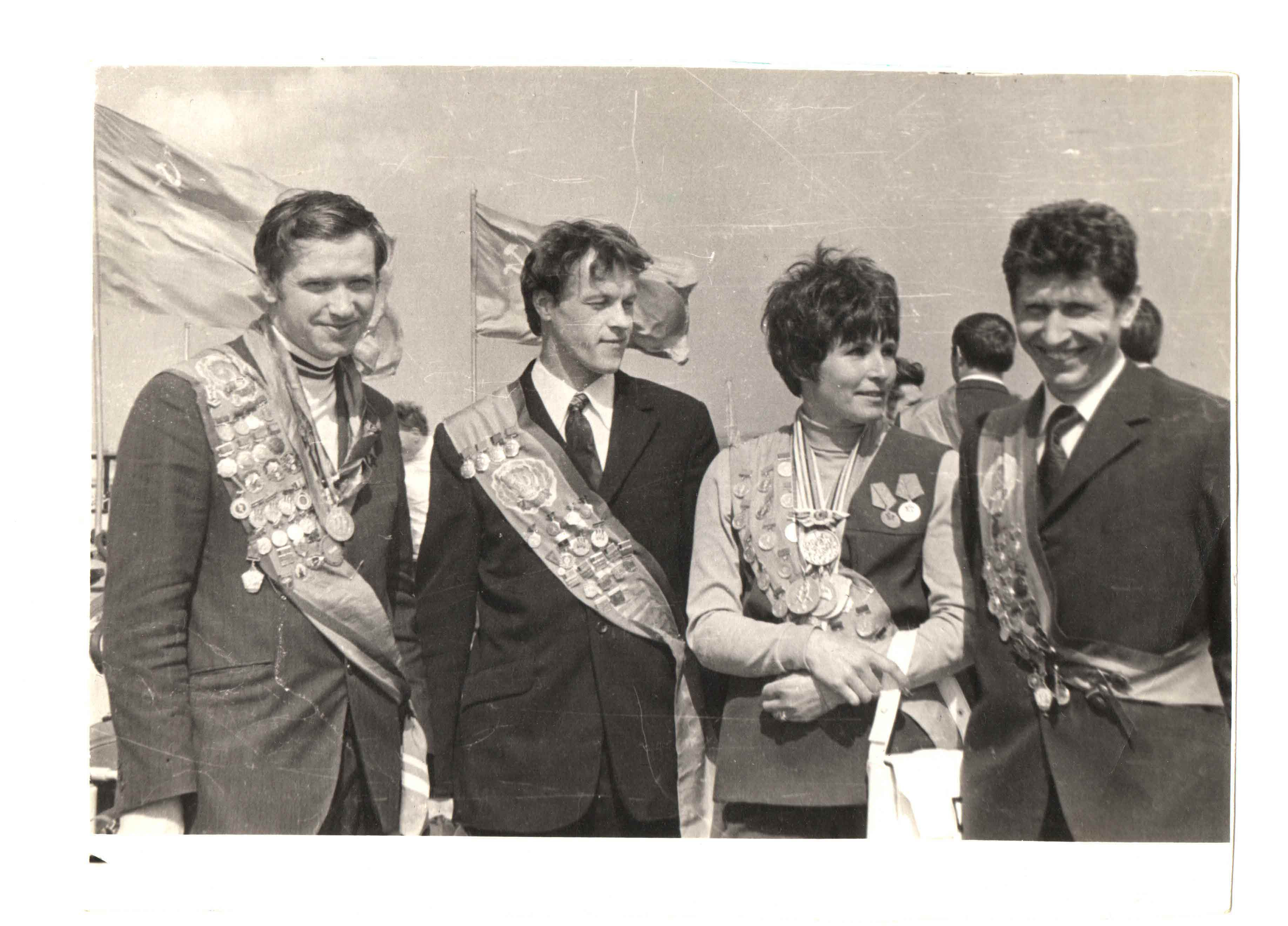
Горький, 1973 год. Победители и призёры международных и всесоюзных соревнований Галина Быстрова, Виктор Любимов, Игорь Поляшов, Сергей Балабанов

В течение почти 30 лет был главным судьей эстафетных пробегов на призы газеты «Ленинская смена» (с 2007 года на призы Правительства Нижегородской области) и на призы газеты «Горьковская правда» (впоследствии на призы газеты «Нижегородская правда»), имел звание судьи республиканской категории.
На протяжении 12 лет занимал должность председателя Федерации легкой атлетики Горьковской области.
С 1974 года по 1998 год занимал должность заведующего кафедрой Горьковского (с 1992 года Нижегородского) высшего военного училища тыла им. Маршала Советского Союза И. Х. Баграмяна.
Несмотря на тяжелую болезнь продолжал свою трудовую деятельность вплоть до июня 2013 года в должности заведующего кафедрой химии Волжского государственного инженерно-педагогического университета, Нижегородского филиала Московской государственной технологической академии (МГТА).
Скончался в феврале 2014 года от онкологического заболевания.

### Награды
В 1974 году награждён памятным знаком «Лучший тренер Горьковской области по легкой атлетике».

## Память
С 2014 года учрежден приз памяти И. М. Поляшова «За массовое участие в пробеге команд района».

## Семья
- Отец — Поляшов Михаил Михайлович (1915—1986), участник Великой Отечественной войны, служащий.
- Мать — Поляшова (Скуднова) Зинаида Ивановна (1914—1984), медсестра.
- Жена — Поляшова (Сидякина) Алла Александровна (1936—2019)
- Дети: Поляшова Елена (1960—1981), Криночкина (Поляшова) Ольга (род.1963 г.), Поляшов Сергей (род.1965 г.)
- Внуки: Криночкина Юлия (род.1983 г.), Криночкина Алена (род.1985 г.), Поляшов Вадим (род.1988 г.), Поляшова Дарья (род.1996 г.)